# 沃斯克雷塞尼夫卡 (哈爾科夫州)
50°15′42″N 35°19′3″E / 50.26167°N 35.31750°E
沃斯克雷塞尼夫卡（羅馬化：Voskresenivka）是位於烏克蘭東部哈爾科夫州博霍杜希夫區博霍杜希夫市鎮的村莊。該村處於里亞比納河畔，始建於1769年，面積1.57平方公里，海拔高度122米，2001年人口339。